# واشاروشدومبو
واشاروشدومبو (به مجاری:  Vásárosdombó) یک منطقهٔ مسکونی در مجارستان است که در ناحیه هدی‌هات واقع شده‌است.